# Esbart Folklòric d'Horta
L'Esbart Folklòric d'Horta és una esbart dansaire que desenvolupa la seva activitat al barri d'Horta de Barcelona inscrit a l'Agrupament d'Esbarts Dansaires. Es va fundar el 4 de febrer de 1946 a iniciativa de Josep M. Castells, amb la finalitat de fer promoció del folklore català. L'esbart forma part dels Lluïsos d'Horta, entitat creada l'any 1866 amb el nom de Centre Moral Instructiu, on treballen també seccions dedicades al cinema, l'excursionisme, la fotografia, els treballs manuals, el teatre, el tennis taula i l'animació infantil. La colla de balladors s'organitza en quatre seccions: el grup preparatori, l'infantil, el cos de dansa i el grup de pares.
Entre totes les actuacions de l'esbart n'hi ha dues de fixes al barri d'Horta: el Festival de Primavera i la Festa Major, al setembre. A més, el grup Infantil i el grup de Veterans també han actuat a la Roda d'Esbarts Catalònia que recorre la geografia catalana.

## Història
L'any 1940 es va formar un primer conjunt de dansaires albergats pel Centre Parroquial dels Lluïsos d'Horta, però sense gaire èxit va quedar en suspens l'any 1943. El 1945, només restaren al grup cinc dansaires que, de la mà del folklorista hortenc Josep Maria Castells i Andilla, reprengueren novament els assajos i les ballades com a secció del Centre Parroquial.
El 4 de febrer de 1946, un grup de joves demanaren formalment a Castells, soci de l'entitat i professor de l'Institut de Folklore de Catalunya, la creació d'un grup d'aprenentatge de dansa popular. Aquesta data és considerada com a la fundació oficial de l'entitat. Des de llavors, l'esbart ha participat regularment a la Festa Major d'Horta (segona setmana de setembre) i cada any tenia diferents actuacions fora del barri: Palau de la Música Catalana a Barcelona (1947), Castellserà (1948), Poble Espanyol, Vilanova de la Roca, Sant Genís dels Agudells, la Clota i L'Hospitalet de Llobregat (1949), Sant Esteve de Sesrovires i Pineda de Mar (1950).
L'aportació del mestre Castells inclou la recuperació de diferents danses populars de Catalunya que feia dècades o segles que no es ballaven. Així doncs, 1945 va recuperar la Dansa de Marata, mentre que el 1951 es recuperaren el Patatuf ('La Patatuf' segons la font bibliogràfica original), l'Espolsada i la música antiga del Contrapàs, que feia més de 50 anys que no es ballaven.
L'Esbart Folklòric d'Horta va participar el 1992 en les cerimònies inaugurals dels Jocs Olímpics de Barcelona i dels Jocs Paralímpics de Barcelona, i el 2004 en el Fòrum de les Cultures, amb l'espectacle Dansant l'Imaginari, del coreògraf Leo Quintana.
L'Esbart Folklòric d'Horta, en col·laboració amb l'Ajuntament de Platja d'Aro i el Patronat de Turisme local, va organitzar a la vila durant quatre anys un festival folklòric internacional que aplegava grups de dansa provinents de diversos punts de Catalunya i d'Europa. El grup ha dut els seus balls a diversos indrets del continent, amb ballades a ciutats com Bergen (Noruega), Hannover (Alemanya), Saint Gemmes-sur-Loire (França), Càceres, Eibar o Vigo. Gràcies a un programa d'intercanvi cultural, l'any 2006 els dansaires d'Horta van fer una estada a La Laguna, Tenerife; l'any anterior l'esbart havia acollit el grup navarrès de danses d'Ochagavía.